# Julie Delpy
Pour les articles homonymes, voir Delpy.
Julie Delpy, née le 21 décembre 1969 à Paris 14e, est une actrice, réalisatrice, scénariste, compositrice et chanteuse franco-américaine.

## Biographie

### Jeunesse et cinéma d'auteur français (années 1980)
Julie Delpy est la fille unique d'Albert Delpy et de Marie Pillet, tous deux acteurs de théâtre. Elle fait ses études artistiques à la Tisch School of the Arts à l'université de New York ainsi qu'à l'Actors Studio dans les années 1980.
C'est dans Détective de Jean-Luc Godard (1985) qu'elle débute au cinéma à 16 ans.
Après des seconds rôles dans les films d'auteur L'Amour ou presque et Mauvais Sang, de Leos Carax, Bertrand Tavernier lui confie le rôle-titre de son drame en costumes La Passion Béatrice (1986), où elle est Béatrice, la fille de Bernard-Pierre Donnadieu. Après avoir retrouvé Godard pour un second rôle dans King Lear (1987), elle revient en tête d'affiche pour le drame L'Autre Nuit (1988), de Jean-Pierre Limosin.
Elle conclut cette décennie par une première incursion à l'étranger : un second rôle dans le drame espagnol La Nuit obscure (1989), écrit et réalisé par Carlos Saura.

### Carrière internationale d'actrice (années 1990)

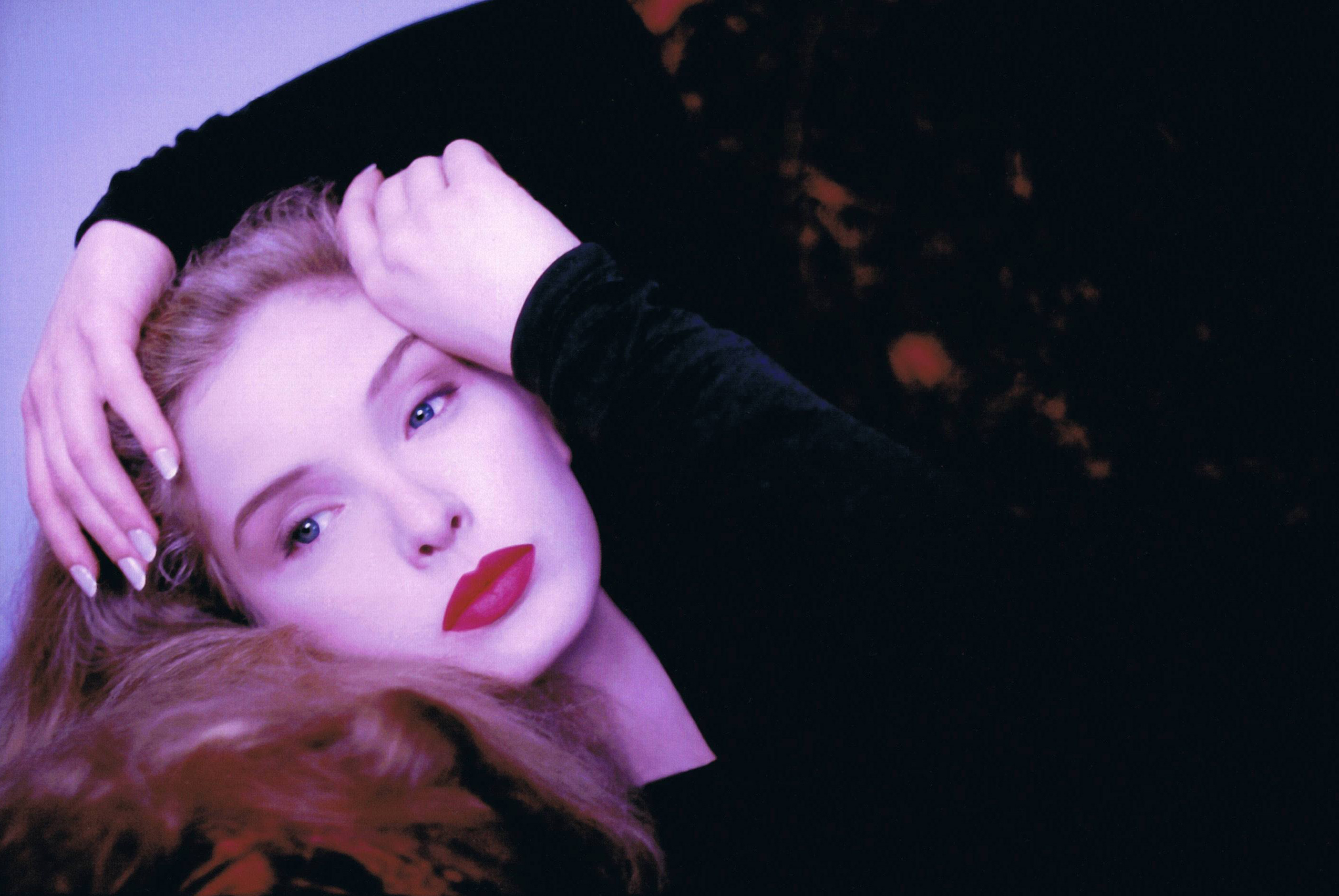
L'actrice en 1995, l'année de sortie de Before Sunrise.

Durant les années 1990, l'actrice fait le grand écart entre le cinéma d'auteur européen et des projets hollywoodiens.
Ainsi, elle partage l'affiche du drame historique Europa Europa, une coproduction européenne réalisée par Agnieszka Holland, avec Marco Hofschneider, puis du drame The Voyager, de Volker Schlöndorff, avec Sam Shepard. Puis elle fait partie du casting de l'ambitieuse trilogie réalisée par Krzysztof Kieślowski et portée par Juliette Binoche : Trois Couleurs : Bleu (1993), Trois Couleurs : Blanc et Trois Couleurs : Rouge (1994).
À Hollywood, elle s'essaie pour la première fois à la grosse production en décrochant un second rôle dans le film de cape et d'épées Les Trois Mousquetaires (1993), avec Charlie Sheen, Kiefer Sutherland et Chris O'Donnell dans les rôles principaux. Par ailleurs, elle s'essaie au cinéma indépendant local en jouant une prostituée parisienne dans le thriller néo-noir Killing Zoe (1994), de Roger Avary.
Mais c'est l'année 1995 qui marque un tournant dans sa carrière : elle passe pour la première fois à la mise en scène, en réalisant le court-métrage Blah Blah Blah, puis elle participe à l'écriture du film indépendant américain Before Sunrise, réalisé par Richard Linklater, où elle joue Céline, une étudiante française rencontrant un jeune américain incarné par Ethan Hawke.
Quand elle revient en France, c'est pour s'essayer au cinéma de genre : avec un second rôle dans Tykho Moon (1996), second film expérimental d'Enki Bilal, avec Michel Piccoli, puis le film de science-fiction d'auteur Les Mille Merveilles de l'univers (1997), de Jean-Michel Roux. L'actrice interprète aussi le premier rôle féminin de la comédie horrifique Le Loup-garou de Paris (1997), avec Tom Everett Scott dans le rôle-titre. Quand elle revient vers un cinéma réaliste, c'est aussi pour jouer une française dans la comédie romantique I Love L.A. (1998), menée par David Tennant et Vinessa Shaw.
L'actrice conclut la décennie avec des projets américains : elle joue dans deux téléfilms : Crime et Châtiment (1998), avec Patrick Dempsey et Ben Kingsley, puis True Love (1999), sur le tournage duquel elle rencontre l'acteur Adam Goldberg. Pour finir, elle fait partie de la distribution de la satire indépendante But I'm a Cheerleader (1999), de Jamie Babbit.

### Passage à la réalisation (années 2000)

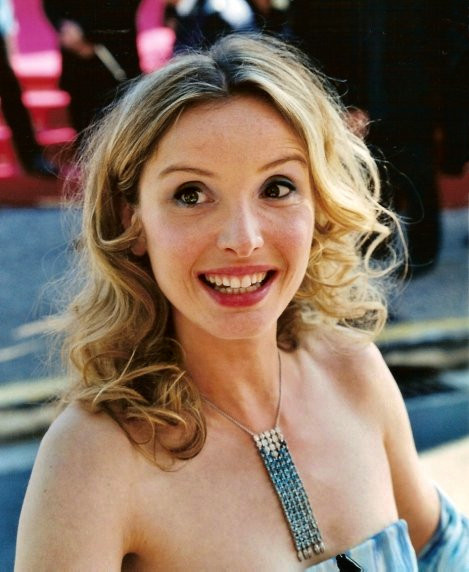
Julie Delpy au festival de Cannes 2002, l'année de sortie de son premier long-métrage comme réalisatrice, Looking for Jimmy.

Bilingue et naturalisée américaine en 2001, elle vit actuellement entre Paris et Los Angeles.
Elle enchaîne les seconds rôles dans les films indépendants américains : Investigating Sex (2001), d'Alan Rudolph, le film à petit budget MacArthur Park (2001), de Billy Wirth ou encore le docufiction Waking Life, qui lui permet de retrouver Richard Linklater.
Mais surtout, elle signe son premier long-métrage comme réalisatrice : doté d'un budget très réduit et tourné à Los Angeles avec des amis, Looking for Jimmy (2002) raconte simplement la quête de Al, française vivant dans la cité des anges, cherchant son petit ami, qui n'est pas venu au barbecue qu'elle a organisé. Ses péripéties vont durer un jour et une nuit.
L'actrice collabore ensuite avec des cinéastes plus connus : en 2004, elle retrouve Linklater et Ethan Hawke pour une suite inattendue, Before Sunset. Puis elle fait partie du casting féminin réuni en 2005 par Jim Jarmusch autour de Bill Murray pour l'acclamé Broken Flowers.
Elle crée en 2006 Tempête sous un crâne, sa société de production de films, qui coproduit certaines de ses réalisations,.
En 2007 elle défend deux projets : le drame Faussaire, de Lasse Hallström où elle incarne la maitresse de Richard Gere, et son deuxième long-métrage comme actrice/scénariste/réalisatrice, Two Days in Paris. Ce nouveau projet semi-autobiographique raconte le retour d'une française expatriée dans sa famille parisienne, avec son petit ami incarné par Adam Goldberg.
Puis, tout en jouant dans le thriller États de choc, réalisé par Jieho Lee, elle prépare le tournage de son troisième film, l'ambitieux drame en costumes La Comtesse. L'actrice s'attribue le rôle-titre, celui de la comtesse Erzsébet Báthory, mais signe aussi le scénario et la musique. Elle confie les deux autres rôles principaux à l'Allemand Daniel Brühl (interprète de Istvan Thurzo) et l'Américain William Hurt, qui joue György Thurzó.

### Confirmation comme scénariste-réalisatrice (années 2010)

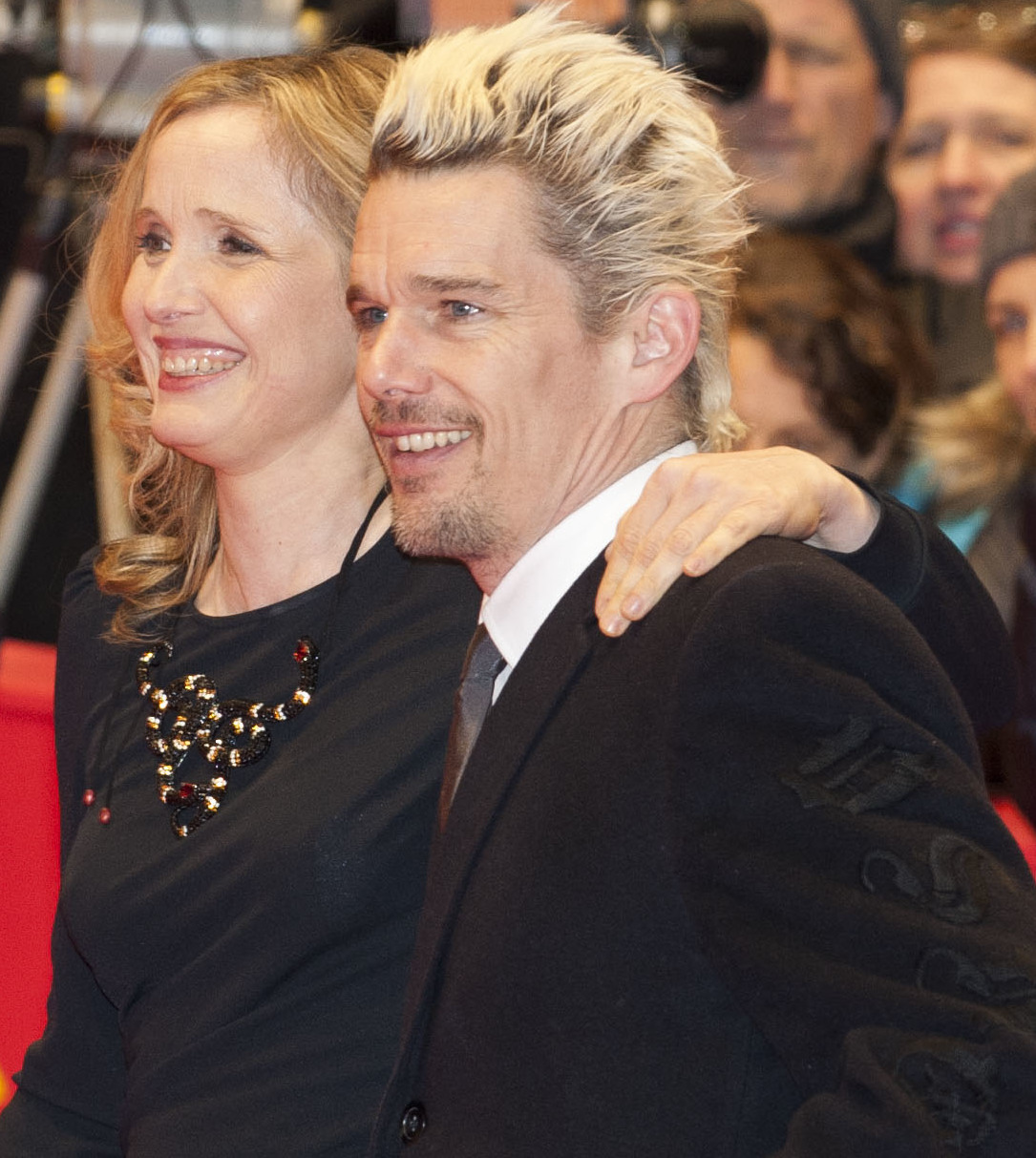
L'actrice/scénariste/réalisatrice avec Ethan Hawke à la première de Before Midnight à la Berlinale 2013.

Durant cette décennie, elle se concentre sur sa carrière de réalisatrice : en 2011, elle signe pour la première fois un film véritablement français, mais de nouveau semi-autobiographique, le nostalgique Le Skylab, tourné en Bretagne. L'occasion de diriger Bernadette Lafont, Emmanuelle Riva, Éric Elmosnino, Aure Atika, Noémie Lvovsky ou encore le jeune Vincent Lacoste.
L'année suivante, elle retourne aux États-Unis pour tourner Two Days in New York, où elle reprend le personnage de Marion, désormais mère de deux enfants, et vivant en concubinage avec un New-Yorkais incarné par Chris Rock. Autres retrouvailles, celles avec la Française Céline pour Before Midnight, dernier chapitre de la trilogie amorcée en 1995. Son personnage, désormais âgé de 40 ans, séjourne en Grèce avec son mari Jesse, toujours joué par Ethan Hawke, et devant la caméra de Richard Linklater.
L'actrice revient en France tourner la comédie noire Lolo, où elle s'entoure de Dany Boon dans le rôle du nouveau petit ami d'une femme de 40 ans qu'elle incarne elle-même, et de Vincent Lacoste, qui joue son fils, décidé à se débarrasser du premier.
Par la suite, l'actrice tourne à Hollywood plusieurs films : elle joue dans quelques scènes du blockbuster Avengers : L'Ère d'Ultron (2015), écrit et réalisé par Joss Whedon, puis participe au film à petit budget Le Teckel (Wiener-Dog), de Todd Solondz.
L'année 2017 la voit faire partie du quatuor central de la comédie dramatique indépendante américaine The Bachelors, avec J. K. Simmons et les jeunes Odeya Rush et John Wiggins. Puis elle tourne Burning Shadow (2018), écrit et réalisé par Alexandre Nahon avec une autre Française expatriée, Roxane Mesquida.
Delpy revient ensuite à la réalisation : en 2018, elle filme en Allemagne son septième long-métrage, My Zoe, pour lequel elle retrouve Daniel Brühl, et dirige pour la première fois l'Anglaise Gemma Arterton.

### Vie privée
Elle est la mère d'un garçon, Léo, né début 2009, dont le père est le compositeur Marc Streitenfeld,. Le couple est depuis séparé. Elle vit à West Hollywood.
Delpy a déclaré qu'elle souffrait de problèmes de santé depuis son enfance et avait dû porter des orthèses à l'âge de huit ans. Elle a aussi parfois des migraines et des attaques de panique.

## Filmographie

### Actrice de cinéma

#### Années 1970
- 1978 : Guerres civiles en France de François Barat, segment La Semaine sanglante : la fillette

#### Années 1980
- 1982 : Niveau moins trois de Geoffroy Larcher (court-métrage)
- 1984 : Cinématon #376 de Gérard Courant (série cinématographique) : elle-même
- 1985 : Classique de Christian Vincent (court-métrage) : Laetitia Moreau
- 1985 : Détective de Jean-Luc Godard : la jeune fille sage
- 1985 : L'Amour ou presque de Patrice Gautier : Mélie
- 1986 : Mauvais Sang de Leos Carax : Lise
- 1987 : La Passion Béatrice de Bertrand Tavernier : Béatrice
- 1987 : King Lear de Jean-Luc Godard : Virginia
- 1988 : L'Autre Nuit de Jean-Pierre Limosin : Marie
- 1989 : La Nuit obscure (La noche oscura) de Carlos Saura : la Vierge Marie
- 1989 : Couple #52 de Gérard Courant (série cinématographique) : elle-même
- 1989 : Couple #53 de Gérard Courant (série cinématographique) : elle-même
- 1989 : La Famille Delpy de Gérard Courant (série cinématographique) : elle-même
- 1989 : Trouble de Yannick Saillet (court-métrage)

#### Années 1990
- 1990 : Europa Europa d'Agnieszka Holland : Leni
- 1991 : Les Dents de ma mère de Jean-Christophe Bouvet (court-métrage) : Julie
- 1991 : The Voyager (Homo Faber) de Volker Schlöndorff : Sabeth
- 1992 : Warszawa, année 5703 de Janusz Kijowski : Fryda
- 1993 : Trois Couleurs : Bleu  de Krzysztof Kieślowski : Dominique
- 1993 : Les Trois Mousquetaires (The Three Musketeers) de Stephen Herek : Constance Bonacieux
- 1993 : Younger and Younger de Percy Adlon : Melodie
- 1994 : Trois Couleurs : Blanc de Krzysztof Kieślowski : Dominique
- 1994 : Trois Couleurs : Rouge de Krzysztof Kieślowski : Dominique
- 1994 : Killing Zoe de Roger Avary : Zoe
- 1994 : Sunny Side Up de Bettina Speer : elle-même
- 1995 : Blah Blah Blah de Julie Delpy (court-métrage)
- 1995 : Before Sunrise de Richard Linklater : Céline
- 1996 : Tykho Moon d'Enki Bilal : Lena
- 1997 : Les Mille Merveilles de l'univers de Jean-Michel Roux : Eva Purpur
- 1997 : Le Loup-garou de Paris (An American Werewolf in Paris) d'Anthony Waller : Serafine Pigot
- 1997 : Alleys and Motorways (documentaire vidéo), segment Mouth de John Hillcoat : elle-même
- 1998 : I Love L.A. (L.A. Without a Map) de Mika Kaurismäki : Julie
- 1998 : The Treat de Jonathan Gems : Francesca
- 1999 : But I'm a Cheerleader de Jamie Babbit : la lesbienne au rouge à lèvres

#### Années 2000
- 2000 : Sand (en) de Matt Palmieri : Lill
- 2001 : Investigating Sex d'Alan Rudolph : Chloe
- 2001 : MacArthur Park de Billy Wirth : Wendy
- 2001 : Waking Life de Richard Linklater : Céline
- 2001 : Beginner's Luck de James Callis et Nick Cohen : Anya
- 2002 : CinéMagique de Jerry Rees (court-métrage) : Marguerite
- 2002 : Villa des roses de Frank Van Passel : Louise Créteur
- 2002 : Looking for Jimmy de Julie Delpy : Al
- 2003 : Notting Hill Anxiety Festival de Ravi Kumar (court-métrage) : Charlotte
- 2004 : Before Sunset de Richard Linklater : Céline
- 2005 : Broken Flowers de Jim Jarmusch : Sherry
- 2005 : 3 & 3 de Savina Dellicour, Phil Dornfeld, George Gargurevich, Ravi Kumar et Benjamin Ross
- 2006 : La Légende de Lucy Keyes (The Legend of Lucy Keyes) de John Stimpson : Jeanne Cooley
- 2007 : Faussaire de Lasse Hallström : Nina Van Pallandt
- 2007 : Two Days in Paris de Julie Delpy : Marion
- 2008 : États de choc (The Air I Breathe) de Jieho Lee : Gina
- 2009 : La Comtesse (The Countess) de Julie Delpy : Erzebet Bathory

#### Années 2010
- 2011 : Le Skylab de Julie Delpy : Anna, la mère d'Albertine
- 2012 : Two Days in New York de Julie Delpy : Marion
- 2013 : Before Midnight de Richard Linklater : Céline
- 2015 : Lolo de Julie Delpy : Violette
- 2015 : Avengers : L'Ère d'Ultron (Avengers : Age of Ultron) de Joss Whedon : Madame B
- 2016 : Le Teckel (Wiener-Dog) de Todd Solondz : Dina
- 2017 : The Bachelors de Kurt Voelker : Carine Roussel
- 2018 : Burning Shadow d'Alexandre Nahon : Mrs. Looper
- 2019 : My Zoé de Julie Delpy : Isabelle

#### Années 2020
- 2023 : The Lesson d'Alice Troughton : Hélène Sinclair
- 2024 : Les Barbares de Julie Delpy : Joëlle

### Actrice de télévision
- 1998 : Crime et Châtiment (Crime and Punishment) de Joseph Sargent (téléfilm) : Sonia Marmeladova
- 1999 : True Love de Michael Lembeck (téléfilm)
- 1999 : The Passion of Ayn Rand de Christopher Menaul (téléfilm) : Barbara
- 1999 : Bonne nuit de Pascal Laugier (téléfilm) : Gina
- 2001 : Urgences (ER) de Michael Crichton (série télévisée), saison 8, 7 épisodes : Nicole
- 2004 : Frankenstein de Kevin Connor (mini-série télévisée) : Caroline Frankenstein
- 2021 : On the Verge (série télévisée) : Justine
- 2025 : The Choice (série télévisée) : Vivienne Toussaint

### Clip
- 1997 : Mouth de Bush, réalisé par John Hillcoat : elle-même

### Réalisatrice et scénariste
- 1995 : Blah Blah Blah (court-métrage)
- 2002 : Looking for Jimmy
- 2004 : J'ai peur, j'ai mal, je meurs (court-métrage)
- 2007 : Two Days in Paris
- 2009 : La Comtesse (The Countess)
- 2011 : Le Skylab
- 2012 : Two Days in New York
- 2015 : Lolo
- 2019 : My Zoe
- 2021 : On the Verge (série télévisée)
- 2024 : Les Barbares

### Scénariste
- 1995 : Before Sunrise de Richard Linklater, en collaboration avec Richard Linklater et Ethan Hawke, même si les deux acteurs n'ont pas été crédités
- 2004 : Before Sunset Richard Linklater, en collaboration avec Richard Linklater et Ethan Hawke
- 2013 : Before Midnight Richard Linklater, en collaboration avec Richard Linklater et Ethan Hawke

## Discographie
- 2003 : Julie Delpy
- 2009 : La Comtesse (musique originale du film)

## Distinctions

### Récompenses
- 1991 : trophée de la mention spéciale de la meilleure performance aux Viareggio EuropaCinema (it) pour The Voyager (1991).
- 2004 : meilleure actrice aux San Francisco Film Critics Circle pour Before Sunset (2004).
- 2005 : Empire Award de la meilleure actrice pour Before Sunset (2004).
- 2005 : Online Film & Television Association Award de la meilleure musique chanson adaptée pour Before Sunset (2004).
- 2007 : trophée coup de cœur pour Two Days in Paris au Festival international du film d'amour de Mons (2007).
- 2007 : Tallinn Black Nights Film Festival trophée Audience Award pour Two Days in Paris (2007).
- 2007 : SACD Awards trophée du nouveau talent au cinéma.
- 2010 : meilleure réalisatrice au festival du film de Cabourg pour La Comtesse (2009).
- 2011 : prix spécial du jury au festival de Saint-Sébastien pour Skylab
- 2012 : meilleure réalisatrice au festival du film de Newport Beach pour Le Skylab (2011).
- 2012 : meilleure scénariste aux Women Film Critics Circle Awards pour Two Days in New York.
- 2013 : meilleur scénario aux Boston Online Film Critics Association Awards pour Before Midnight partagé avec Richard Linklater et Ethan Hawke.
- 2013 : meilleur scénariste de l'année pour l'Hollywood Film Festival pour Before Midnight partagé avec Richard Linklater et Ethan Hawke.
- 2013 : meilleur scénario adapté aux Indiana Film Journalists Association Awards pour Before Midnight partagé avec Richard Linklater et Ethan Hawke.
- 2013 : meilleur scénario adapté aux Los Angeles Film Critics Association Awards pour Before Midnight partagé avec Richard Linklater et Ethan Hawke.
- 2013 : meilleur scénario adapté aux San Diego Film Critics Society Awards pour Before Midnight partagé avec Richard Linklater et Ethan Hawke.
- 2013 : meilleur scénario adapté aux Utah Film Critics Association Awards pour Before Midnight partagé avec Richard Linklater et Ethan Hawke.
- 2013 : meilleure scénariste aux Women Film Critics Circle Awards pour Before Midnight partagé avec Richard Linklater et Ethan Hawke.
- 2013 : meilleur scénario adapté au Village Voice Film Poll pour Before Midnight partagé avec Richard Linklater et Ethan Hawke.
- 2014 : meilleur scénario aux Broadcast Film Critics Association Awards pour Before Midnight partagé avec Richard Linklater et Ethan Hawke.
- 2014 : meilleur scénario aux National Society of Film Critics Awards pour Before Midnight partagé avec Richard Linklater et Ethan Hawke.
- 2016 : chevalière de l'ordre des Arts et des Lettres le 4 février 2016 par la ministre de la Culture Fleur Pellerin

### Nominations
- 1987 : nomination au César du meilleur espoir féminin pour Mauvais sang.
- 1988 : nomination au César du meilleur espoir féminin pour La Passion Béatrice.
- 1991 : meilleure actrice à l'European Film Awards pour The Voyager (1991).
- 1995 : meilleur baiser au MTV Movie Awards pour Before Sunrise (1995) partagée avec Ethan Hawke.
- 2004 : meilleure actrice au Los Angeles Film Critics Association Awards pour Before Sunset.
- 2004 : meilleur scénario à l'Utah Film Critics Association Awards pour Before Sunset partagée avec Richard Linklater et Ethan Hawke.
- 2005 : meilleure actrice au National Society of Film Critics Awards pour Before Sunset.
- 2005 : meilleur scénario à l'International Cinephile Society Awards pour Before Sunset partagée avec Richard Linklater et Ethan Hawke.
- 2005 : meilleur scénario au National Society of Film Critics Awards pour Before Sunset partagée avec Richard Linklater et Ethan Hawke.
- 2005 : meilleure actrice à l'Online Film & Television Association Award pour Before Sunset.
- 2005 : meilleur scénario à l'Online Film & Television Association Award pour Before Sunset partagée avec Richard Linklater et Ethan Hawke.
- 2005 : meilleure actrice à l'Online Film Critics Society Awards pour Before Sunset.
- 2005 : meilleur scénario à l'Online Film Critics Society Awards pour Before Sunset partagée avec Richard Linklater et Ethan Hawke.
- 2005 : meilleur scénario au Writers Guild of America pour Before Sunset partagée avec Richard Linklater et Ethan Hawke.
- 2005 : nomination à l'Oscar du meilleur scénario adapté pour Before Sunset partagé avec Ethan Hawke (Scénario), Richard Linklater (Scénario/Histoire) et Kim Krizan (Histoire).
- 2005 : Film Independent's Spirit Award du meilleur scénario pour Before Sunset partagé avec Richard Linklater et Ethan Hawke.
- 2007 : neilleure actrice à l'Alliance of Women Film Journalists pour Before Sunset.
- 2007 : meilleur film à l'European Film Awards pour 2 Days in Paris (2007).
- 2008 : Film Independent's Spirit Award de la meilleure actrice pour 2 Days in Paris (2007).
- 2008 : meilleur film au Globe de cristal pour 2 Days in Paris (2007).
- 2008 : nomination au César du meilleur scénario original pour Two Days in Paris.
- 2009 : meilleur film au Festival international du film de Catalogne pour La Comtesse (2009).
- 2011 : meilleur film au San Sebastián International Film Festival pour Le Skylab (2011).
- 2013 : meilleur scénario adapté au Satellite Awards pour Before Midnight partagé avec Ethan Hawke et Richard Linklater.
- 2013 : meilleure réalisatrice féminine au Golden Globes pour Before Midnight.
- 2013 : meilleur scénario adapté à l'Awards Circuit Community Awards pour Before Midnight partagé avec Ethan Hawke et Richard Linklater.
- 2013 : meilleur scénario adapté au St. Louis Film Critics Association pour Before Midnight partagé avec Ethan Hawke et Richard Linklater.
- 2013 : meilleur scénario adapté au Denver Film Critics Society pour Before Midnight partagé avec Ethan Hawke et Richard Linklater.
- 2013 : meilleur scénario adapté au Detroit Film Critics Society pour Before Midnight partagé avec Ethan Hawke et Richard Linklater.
- 2013 : meilleure actrice au Detroit Film Critics Society pour Before Midnight.
- 2013 : meilleur scénario adapté au San Francisco Film Critics Circle pour Before Midnight partagé avec Ethan Hawke et Richard Linklater.
- 2013 : meilleure actrice au Village Voice Film Poll pour Before Midnight.
- 2013 : meilleur scénario adapté au Washington DC Area Film Critics Association Awards pour Before Midnight partagé avec Ethan Hawke et Richard Linklater.
- 2013 : meilleur scénario adapté au New York Film Critics Circle Awards pour Before Midnight partagé avec Ethan Hawke et Richard Linklater.
- 2013 : meilleur scénario adapté au Chicago Film Critics Association Awards pour Before Midnight partagé avec Ethan Hawke et Richard Linklater.
- 2014 : meilleur scénario adapté au Broadcast Film Critics Association Awards pour Before Midnight partagé avec Ethan Hawke et Richard Linklater.
- 2014 : nomination à l'Oscar du meilleur scénario adapté pour Before Midnight partagé avec Ethan Hawke et Richard Linklater.
- 2014 : meilleure performance féminine au Golden Globes pour Before Midnight.
- 2014 : meilleure performance féminine au National Society of Film Critics Awards pour Before Midnight.
- 2014 : meilleur scénario adapté au Central Ohio Film Critics Association pour Before Midnight partagé avec Ethan Hawke et Richard Linklater.
- 2014 : Film Independent's Spirit Award de la meilleure actrice pour Before Midnight.
- 2014 : Film Independent's Spirit Award du meilleur scénario adapté pour Before Midnight partagé avec Ethan Hawke et Richard Linklater.
- 2014 : International Cinephile Society Awards du meilleur scénario adapté pour Before Midnight (2013) partagé avec Richard Linklater et Ethan Hawke.
- 2014 : meilleur scénario adapté à l'Online Film & Television Association Award pour Before Midnight partagé avec Ethan Hawke et Richard Linklater.
- 2014 : meilleure performance féminine à l'Online Film Critics Society Awards pour Before Midnight.
- 2014 : meilleur scénario adapté à l'Online Film Critics Society Awards pour Before Midnight partagé avec Ethan Hawke et Richard Linklater.
- 2014 : meilleur scénario adapté au Writers Guild of America pour Before Midnight partagé avec Ethan Hawke et Richard Linklater.
- 2014 : meilleure performance féminine au Toronto Film Critics Association Awards pour Before Midnight.
- 2014 : meilleur scénario adapté au Toronto Film Critics Association Awards pour Before Midnight partagé avec Ethan Hawke et Richard Linklater.

### Décorations
- Officier de l'ordre des Arts et des Lettres (2022)[13]